# Vesuvius plc
Vesuvius plc er en britisk producent af løsninger til fremstilling af keramikprodukter og med hovedkvarter i London. Produkterne benyttes af stålproducenter, jernstøberier, glasproducenter og solenergiproducenter. I 2022 havde de ca. 11.000 ansatte og en omsætning på 2,047 mia. britiske pund.
Virksomheden blev etableret af Isaac Cookson i 1704 ved en sammenlægning af flere metal- og glasvirksomheder i Tyneside-området.